# Carlscrona Kyrkotidning
Carlscrona Kyrkotidning var en kortlivad dagstidning i Karlskrona, utgiven från den 7 maj 1825 till den 27 augusti 1825.
Tidningen kom ut en dag i veckan: lördagar. Den hade 8 sidor i kvartoformat, med satsytan bara 15,8 x 9,1 cm. Tidningen kostade 2 riksdaler 24 skilling banco. Tidningen trycktes hos P E Flygare med antikva som typsnitt. Tidningen hade en allmän bilaga vissa dagar. Utgivningsbevis för tidningen utfärdades för Amiralitetspastorn magister G. Bergman den 22 april 1825.